# Makedonien i olympiska vinterspelen 2002
Makedonien deltog i olympiska vinterspelen 2002. Makedoniens trupp bestod av två idrottare varav båda var män. De deltog i alpin skidåkning och längdskidåkning.

## Trupp
| Namn           | Sport (Antal grenar) | Ålder |
| -------------- | -------------------- | ----- |
| Dejan Panovski | Alpin skidåkning (2) | 21    |
| Gjoko Dineski  | Längdskidåkning (2)  | 29    |

## Resultat

### Längdskidåkning
- Sprint herrar
  - Gjoko Dineski - 63
- 30 km herrar
  - Gjoko Dineski - 68

### Alpin skidåkning
- Storslalom herrar
  - Dejan Panovski - 52
- Slalom herrar
  - Dejan Panovski - ?